# Вигнанці
«Вигнанці» (англ.The Refugees) (1893) — історичний роман шотландського письменника  Артура Конан Дойла.
Події обертається навколо Аморі де Катінат, гугенотів гвардії Людовіка XIV, та Амоса Гріна, американця, який приїхав до Франції. Основні теми включають шлюб Людовіка XIV з мадам де Ментенон, вихід на пенсію з суду мадам де Монтеспан, анулювання Нантського едикту і подальшої еміграції гугенотів де Катінатів до Америки.